# Hästhagen, Sundbyberg
Hästhagen är ett område i västra delen av stadsdelen Centrala Sundbyberg. Det avgränsas i söder av Järnvägsgatan, i väster av Kanalstigen, i norr av Kanalparken och i öster av Ursviksvägen samt består av åtta kvarter med namn efter träd. Till skillnad från huvuddelen av bebyggelsen inom stadsdelen är Hästhagen huvudsakligen ett villaområde. Det stadsplanelades 1925 och var det första renodlade villaområdet inom Sundbybergs dåvarande gränser . Det anslutande Duvbo, som många i dag uppfattar Hästhagen som en del av, tillhörde då Spånga.